# Max Sander
Max Sander (ur. 29 października 1853, zm. 12 sierpnia 1924) – niemiecki nauczyciel gimnazjalny w Anklam, historyk-regionalista. Po odbyciu służby wojskowej przeniósł się na Pomorze Zachodnie. Założyciel w 1904 i redaktor periodyku regionalnego „Heimatkalender für den Kreis Anklam”. Wieloletni orędownik stworzenia i udostępnienia dla publiczności w Anklam muzeum regionalnego, do którego zbiorów kolekcjonował historyczne obiekty, doradzał też miastu przy ich pozyskiwaniu. Autor artykułów i broszur dotyczących historii miasta, m.in. Anklam. Beiträge zur Stadtgeschichte. Heft 1. 1763-1816, Anklam als Garnisonsort. Działał (jako oficer rezerwy) w lokalnych stowarzyszeniach wojskowych (Kriegerverein Anklam – członek, następnie przewodniczący) i okręgowych (Kreiskriegerverband – przedstawiciel stowarzyszenia anklamskiego, członek, przewodniczący, wreszcie przewodniczący honorowy). Pochowany na tamtejszym cmentarzu ewangelickim 15 sierpnia 1924.